# Purab Kohli
Purab Kohli es un actor de cine y televisión, modelo y ex videojockey indio.

## Carrera profesional

### Televisión
Kohli comenzó su carrera como actor con el programa de televisión de 1998 Hip Hip Hurray en Zee TV y obtuvo reconocimiento a través del videojockey en Channel V. Luego presentó el programa de viajes Gone India, donde recorrió la India en viajes económicos.
En 2005, apareció en un episodio de la comedia de situación de fantasía de televisión Shararat, como el genio estudiante de ciencias Dhumketu.
En 2010 presentó la búsqueda de talentos musicales de Zee TV Sa Re Ga Ma Pa Singing Superstar. En el 2013, presentó el programa Terra Quiz en National Geographic.
También ha aparecido en anuncios de televisión de Colgate, Pizza Hut, Compaq Presario, Amaron Batteries y Castrol.
En el 2014, se convirtió en uno de los concursantes de la temporada 7 del programa de telerrealidad Jhalak Dikhhla Jaa.
Kohli tuvo un papel secundario clave en Sense8, una serie de Netflix de las herrmanas Wachowskis cuyo final se estrenó en junio de 2018.

### Películas
Kohli hizo su debut como actor en películas con Bus Yuhin (2003) junto a Nandita Das. También actuó en otras películas como Supari (2003), Vastu Shastra (2004) y 13th Floor (2005). Su actuación en Mi hermano Nikhil (2005) le valió reconocimiento. Kohli luego protagonizó la película Woh Lamhe de Mahesh Bhatt de 2006 y nuevamente como villano en la película Awarapan de Bhatt de 2007. También actuó en Rock On!! (2008) junto con Farhan Akhtar, Luke Kenny y Arjun Rampal. El trabajo de Kohli en Rock On le valió una mención especial del jurado en los premios Filmfare de 2009 en marzo de 2009. Kohli luego protagonizó junto a Nandita Das nuevamente en la película de 2010-11 I Am, que fue dirigida por Onir, quien previamente lo había dirigido en My Brother Nikhil. También contribuyó financieramente en la realización de esta película. Purab interpretó el papel de un abogado divorciado en la película Kuch Spice To Make It Meetha de 2012 con la actriz Nauheed Cyrusi y el compositor Kavish Mishra. La película Jal de Purab de 2014 es una historia basada en la lucha de los aldeanos por el agua y la dignidad.

### Series web
Purab Kohli apareció como Angad Shergil en la serie web de Voot It's Not That Simple (2018), con otros actores destacados como Swara Bhaskar, Sumeet Vyas, Vivan Bhatena, Manasi Rachh, Neha Chauhan, Karan Veer Mehra, Devika Vatsa, Rohan Shah y Jia Vaidya.
En 2019, Kohli participó en la serie web Typewriter, dirigida por Sujoy Ghosh, que se transmitió en Netflix en julio.
En otra serie web inmensamente vista de Hotstar de 2019, Out of Love, Purab interpreta a Akarsh, en una serie de cinco episodios de traición, angustia, chantaje y venganza, con otro elenco: Rasika Dugal y Soni Razdan.

## Vida personal
El padre de Kohli, Harsh, es hotelero y productor de cine, y su madre es entrenadora corporativa. Hizo sus estudios en St. Stanislaus High School en Bandra, Bombai, y en The Bishop's School, Pune, Maharashtra. Cambió su facultad de educación de Ciencias a Comercio y finalmente a Artes y estudió Economía, Psicología y Letras. Se unió a una escuela de vuelo para ser piloto, pero no continuó.
Kohli se casó con su novia, Lucy Payton, en una ceremonia privada en Goa el 15 de febrero de 2018. Tienen una hija llamada Inaya, nacida en 2015.
El ex actor Bhisham Kohli (alias Vishal Anand) es su tío paterno. La abuela paterna de Kohli era la hermana de Dev Anand (lo que convierte a Kohli en el sobrino nieto del difunto actor). El cineasta Shekhar Kapur (hijo de otra de las hermanas de Dev Anand) es así, el tío de Kohli.

## Filmografía
| Año       | Título                        | Rol                                | Notas                                     |
| --------- | ----------------------------- | ---------------------------------- | ----------------------------------------- |
| 2003      | Bas Yun Hi                    | Aditya                             |                                           |
| 2003      | Supari                        | Chicken                            |                                           |
| 2004      | Vaastu Shastra                | Murli                              |                                           |
| 2005      | 13th Floor                    | Rajat                              |                                           |
| 2005      | My Brother…Nikhil             | Nigel De Costa                     |                                           |
| 2006      | Bas Ek Pal                    |                                    |                                           |
| 2006      | Woh Lamhe                     | Sam a.k.a. Sammy                   |                                           |
| 2007      | Awarapan                      | Munna R. Malik                     |                                           |
| 2008      | Rock On!!                     | Kedar 'KD' 'Killer Drummer' Zaveri | Filmfare Special Jury Award (certificado) |
| 2009      | Yeh Mera India                | Nachiket Joshi                     |                                           |
| 2010      | Hide & Seek                   | Om Jaiswal                         |                                           |
| 2011      | Turning 30                    | Jai Saxena                         |                                           |
| 2011      | I Am                          | Suraj                              |                                           |
| 2012      | Fatso!                        | Navin                              |                                           |
| 2012      | 10ml LOVE                     |                                    |                                           |
| 2012      | Kuch Spice To Make It Meetha  | Akshay Rana                        | Cortometraje                              |
| 2013      | Gangoobai                     | Waman                              |                                           |
| 2014      | Shaadi Ke Side Effects        | Shekhar                            |                                           |
| 2014      | Jal                           | Bakka                              |                                           |
| 2015-2018 | Sense8                        | Rajan Rasal                        | serie de Netflix                          |
| 2016      | Airlift                       | Ibrahim Durrani                    | [ 15 ]                                    |
| 2016      | Rock On 2                     | Kedar Zaveri (KD-Killer Drummer)   |                                           |
| 2016      | P.O.W.- Bandi Yuddh Ke        | Naib Subedar Sartaj Singh          |                                           |
| 2017      | Noor                          | Ayan Banerjee                      |                                           |
| 2018      | It's Not That Simple          | Angad Shergil                      | Transmitido en Voot                       |
| 2019      | Typewriter                    | Inspector Ravi Anand               | Serie web en Netflix                      |
| 2019-2021 | Out of Love                   | Akarsh                             | Serie web en Hotstar                      |
| 2019      | Mission Mangal                | Vivek Pillai                       |                                           |
| 2020      | London Confidential           | Arjun                              | película en ZEE5                          |
| 2021      | Bob Biswas                    | Bubai                              | Aparición especial película en ZEE5       |
| 2021      | The Matrix Resurrections      | Zen                                | Película inglés                           |
| 2022      | London Files                  | Amar Roy                           | Serie web en Voot                         |
| 2022      | Criminal Justice: Adhura Sach | Neeraj                             | Serie web en Disney+ Hotstar              |
|           | Blind                         |                                    | Delayed                                   |